# Odomas bipustulatus
Odomas bipustulatus är en insektsart som beskrevs av Van Stalle 1983. Odomas bipustulatus ingår i släktet Odomas och familjen dvärgstritar. Inga underarter finns listade i Catalogue of Life.